# De haas en de schildpad

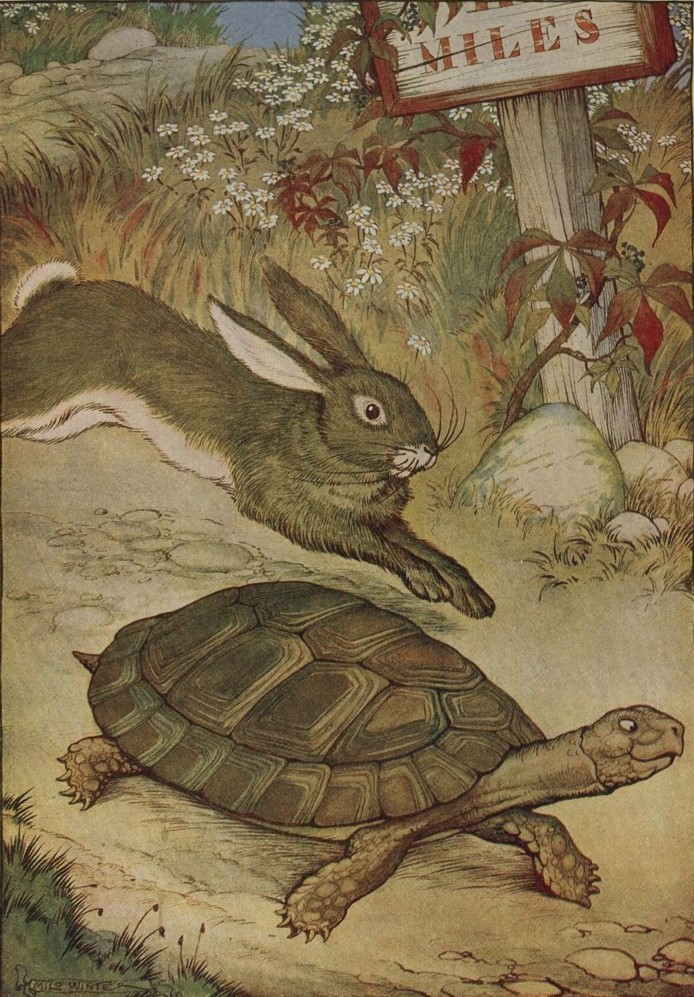
De haas en de schildpad

De haas en de schildpad is een van de fabels van Aesopus, een verzameling fabels over dieren die door de Griekse slaaf Aesopus omstreeks de 6e eeuw voor Christus zouden zijn geschreven.
In de fabel over de haas en de schildpad houden de twee dieren een wedloop. De haas denkt makkelijk te zullen winnen en spant zich totaal niet in. Onderweg denkt hij gerust een dutje te kunnen doen, maar als hij wakker wordt, heeft de schildpad de finish al bereikt. Zo verliest de haas toch de wedstrijd.
De moraal van het verhaal is dat je niemand mag onderschatten. Het komt erop neer dat de aanhouder wint.  